# Moussoro
Moussoro – miasto w Czadzie, w regionie Barh El Gazel, departament Barh El Gazel; 15 190 mieszkańców (2005), położone 300 km na północny wschód od Ndżameny, przy drodze wiodącej przez miasto Faya na północ. Miasto leży w korycie wyschniętej rzeki, dzięki czemu jest tu więcej roślinności, niż znajduje się dalszej okolicy. 
Działa tu lotnisko.